# Luca Zanasca
Luca Zanasca (* 23. August 1983 in Varese) ist ein ehemaliger italienischer Radrennfahrer.

## Sportliche Laufbahn
Luca Zanasca wurde 2005 Dritter der Gesamtwertung beim Giro del Veneto und 2006 wurde er Gesamtzweiter beim Giro delle Valli Cuneesi nelle Alpi del Mare. 2007 gewann er das Eintagesrennen Parma-La Spezia. Von 2008 bis 2010 fuhr Zanasca für das serbische Continental Team Centri della Calzatura-Partizan. In seinem ersten Jahr dort gewann er bei der Cinturó de l’Empordà eine Etappe und die Gesamtwertung. 2009 entschied er eine Etappe der Vuelta Ciclista a León für sich. 2012 beendete er seine Radsportlaufbahn, ging allerdings 2016 nochmals bei der Berner Rundfahrt an den Start.

## Erfolge
2008
- Gesamtwertung und eine Etappe Cinturó de l’Empordà
- eine Etappe Tour de Slovaquie

2009
- eine Etappe Vuelta Ciclista a León

## Teams
- 2008–2010 Centri della Calzatura / CDC
- 2011–2012 WIT